# Campeonato caboverdiano de fútbol 2003
El Campeonato caboverdiano de fútbol 2003 es la 24.ª edición desde la independencia de Cabo Verde. Empezó el 17 de mayo de 2003 y terminó el 2 de agosto de 2003. El torneo lo organiza la Federación caboverdiana de fútbol (FCF).
Sporting Clube da Praia es el equipo defensor del título. Un total de 11 equipos participaron en la competición, los campeones de las ligas regionales.

## Equipos participantes
- Académica Operária campeón del Campeonato regional de Boavista
- CD Nô Pintcha campeón del Campeonato regional de Brava
- Cutelinho FC campeón del Campeonato regional de Fogo
- Onze Unidos; campeón del Campeonato Regional de Fútbol de Maio
- Académico do Aeroporto campeón del Campeonato regional de Sal
- Paulense Desportivo Clube campeón del Campeonato regional de Santo Antão Norte
- Académica do Porto Novo campeón del Campeonato regional de Santo Antão Sur
- FC Ultramarina campeón del Campeonato regional de São Nicolau
- Batuque FC campeón del Campeonato regional de São Vicente
- GD Barcelona campeón del Campeonato regional de Santiago Norte
- CD Travadores campeón del Campeonato regional de Santiago Sur

## Tabla de posiciones
Grupo A
|   | Equipo                  | PJ | PG | PE | PP | GF | GC | DG | PTS |
| - | ----------------------- | -- | -- | -- | -- | -- | -- | -- | --- |
| 1 | FC Ultramarina (C)      | 4  | 3  | 0  | 1  | 9  | 4  | +5 | 9   |
| 2 | CD Travadores (C)       | 4  | 2  | 1  | 1  | 7  | 4  | +3 | 7   |
| 3 | CD Nô Pintcha           | 4  | 2  | 1  | 1  | 4  | 4  | 0  | 7   |
| 4 | Onze Unidos             | 4  | 1  | 1  | 2  | 4  | 6  | -2 | 4   |
| 5 | Académica do Porto Novo | 4  | 0  | 1  | 3  | 3  | 9  | -6 | 1   |

Grupo B
|   | Equipo                     | PJ | PG | PE | PP | GF | GC | DG | PTS |
| - | -------------------------- | -- | -- | -- | -- | -- | -- | -- | --- |
| 1 | Académico do Aeroporto (C) | 5  | 4  | 0  | 1  | 7  | 1  | +6 | 12  |
| 2 | Cutelinho FC (C)           | 5  | 3  | 2  | 0  | 7  | 3  | +4 | 11  |
| 3 | Batuque FC                 | 5  | 3  | 1  | 1  | 7  | 4  | +3 | 10  |
| 4 | Paulense Desportivo Clube  | 5  | 1  | 1  | 3  | 5  | 8  | -3 | 4   |
| 5 | GD Barcelona               | 5  | 0  | 3  | 2  | 4  | 8  | -4 | 3   |
| 6 | Académica Operária         | 5  | 0  | 1  | 4  | 6  | 12 | -6 | 1   |

(C) Clasificado

## Resultados
| Académica Porto Novo | 1 - 1 | Travadores         | 17 de mayo |
| Onze Unidos          | 0 - 0 | Nô Pintcha         | 17 de mayo |
| Académico Aeroporto  | 2 - 0 | Académica Operária | 17 de mayo |
| Batuque              | 1 - 1 | Cutelinho          | 18 de mayo |
| Paulense             | 0 - 0 | Barcelona          | 18 de mayo |

| Ultramarina        | 4 - 1 | Onze Unidos          | 24 de mayo |
| Nô Pintcha         | 3 - 1 | Académica Porto Novo | 25 de mayo |
| Barcelona          | 0 - 2 | Académico Aeroporto  | 24 de mayo |
| Cutelinho          | 3 - 2 | Paulense             | 24 de mayo |
| Académica Operária | 2 - 3 | Batuque              | 24 de mayo |

| Travadores           | 3 - 0 | Nô Pintcha         | 31 de mayo |
| Académica Porto Novo | 1 - 3 | Ultramarina        | 31 de mayo |
| Académico Aeroporto  | 2 - 0 | Paulense           | 31 de mayo |
| Batuque              | 2 - 0 | Barcelona          | 31 de mayo |
| Cutelinho            | 2 - 0 | Académica Operária | 31 de mayo |

| Onze Unidos         | 2 - 0 | Académica Porto Novo | 14 de junio |
| Ultramarina         | 2 - 1 | Travadores           | 14 de junio |
| Académico Aeroporto | 1 - 0 | Batuque              | 14 de junio |
| Barcelona           | 1 - 1 | Cutelinho            | 14 de junio |
| Paulense            | 2 - 1 | Académica Operária   | 14 de junio |

| Nô Pintcha         | 1 - 0 | Ultramarina         | 29 de junio |
| Travadores         | 2 - 1 | Onze Unidos         | 29 de junio |
| Académica Operária | 3 - 3 | Barcelona           | 28 de junio |
| Batuque            | 2 - 1 | Paulense            | 28 de junio |
| Cutelinho          | 1 - 0 | Académico Aeroporto | 28 de junio |

## Fase Final
|  | Semifinales            | Semifinales            | Semifinales            | Semifinales | Semifinales |   |                | Final          | Final | Final | Final | Final |
|  |                        |                        |                        |             |             |   |                |                |       |       |       |       |
|  | Cutelinho FC           | Cutelinho FC           | 0                      | -           | -           |   |                |                |       |       |       |       |
|  | FC Ultramarina         | FC Ultramarina         | 2                      | -           | -           |   |                |                |       |       |       |       |
|  |                        |                        |                        |             |             |   | FC Ultramarina | FC Ultramarina | 1     | 2     | 3     |       |
|  |                        | Académico do Aeroporto | Académico do Aeroporto | 3           | 3           | 6 |                |                |       |       |       |       |
|  | CD Travadores          | CD Travadores          | 0                      | 0           | 0           |   |                |                |       |       |       |       |
|  | Académico do Aeroporto | Académico do Aeroporto | 1                      | 0           | 1           |   |                |                |       |       |       |       |

### Semifinales
| 12 de julio de 2003 | Cutelinho FC | 0:2 | FC Ultramarina |  |  |

| 10 de julio de 2003 | CD Travadores | 0:1 | Académico do Aeroporto |  |  |

| 19 de julio de 2003 | FC Ultramarina | - | Cutelinho FC |  |  |

| 19 de julio de 2003 | Académico do Aeroporto | 0:0 | CD Travadores | Estadio Marcelo Leitão, Espargos |  |

Nota: El partido de vuelta no se celebró al quedar descalificado el Cutelinho por agresión al árbitro en el partido de ida.

### Final
| 26 de julio de 2003 | FC Ultramarina | 1:3 | Académico do Aeroporto | Estadio João de Deus Lopes da Silva, Ribeira Brava |  |
|                     | Páscoa 5'      |     | Pu 10' 32' · Nhuca 53' |                                                    |  |

| 2 de agosto de 2003 | Académico do Aeroporto | 3:2 | FC Ultramarina | Estadio Marcelo Leitão, Espargos |  |
|                     | Dixa                   |     | Vítor          |                                  |  |

| Campeón Académico do Aeroporto 1.er título |

## Estadísticas
- Mayor goleada: Ultramarina 4 - 0 Onze Unidos (24 de mayo)